# Usnea papillata
Usnea papillata är en lavart som beskrevs av Motyka. Usnea papillata ingår i släktet Usnea och familjen Parmeliaceae.   Inga underarter finns listade i Catalogue of Life.